# 刘兆林
刘兆林（1949年—），男，黑龙江巴彦人，中国作家，中国作家协会主席团委员，辽宁省作家协会名誉主席，中国散文学会副会长。